# Liste der ausländischen Orden und Ehrenzeichen mit erteilter deutscher Annahmegenehmigung
Die nachfolgend aufgeführte Übersicht entspricht der Liste der ausländischen Orden und Ehrenzeichen, für die eine Einzelannahmegenehmigung nicht erforderlich ist gemäß Bundesanzeiger vom 10. April 1997 Nr. 67 Seiten 4729/4730.
Diese Liste existiert nicht mehr!
Mit der Neufassung der Bekanntmachung des Bundespräsidenten über die Erteilung von Annahme- und Tragegenehmigungen für bestimmte Orden und Ehrenzeichen vom 6. Mai 2009 (Inkrafttreten 7. Mai 2009) wurde diese Liste ungültig, da sie in der Neufassung der Bekanntmachung keine Erwähnung mehr findet.
Mit Inkrafttreten der Neufassung der oben angegebenen Bekanntmachung wird „die nach § 5 des Gesetzes über Titel, Orden und Ehrenzeichen erforderliche Genehmigung zur Annahme von Orden und Ehrenzeichen … in folgenden Fällen mit dem Zeitpunkt der Aushändigung der Auszeichnung erteilt:“
- „für Orden und Ehrenzeichen, die von den Vereinten Nationen, der Nordatlantikvertrags-Organisation, der Westeuropäischen Union oder einem Mitgliedsstaat der Europäischen Union, des Europarates oder des Nordatlantikvertrages oder mit deren Genehmigung verliehen werden;
- für Orden und Ehrenzeichen, die im Rahmen eines Ordensaustausches anlässlich von Staatsbesuchen verliehen werden;
- für Orden und Ehrenzeichen, die an abberufene Diplomaten im Rahmen der Gegenseitigkeit verliehen werden.“

Für alle in der Bekanntmachung nicht aufgeführten Orden und Ehrenzeichen ist eine Einzelannahmegenehmigung des Bundespräsidenten einzuholen. Der Antrag ist an das Bundesverwaltungsamt zu stellen.
Die in nachfolgender (nicht mehr gültiger) Übersicht aufgeführten Orden und Ehrenzeichen sind – sofern sie nicht den Kriterien der Neufassung der oben genannten Bekanntmachung entsprechen – nur tragefähig, wenn sie vor dem Inkrafttreten der Neufassung der Bekanntmachung verliehen wurden.
Die nachfolgende – inzwischen ungültige – Auflistung dient lediglich der Information und entspricht nicht mehr dem aktuellen Stand der Gesetzgebung!
Die vorliegende Liste gibt einen Überblick über die ausländischen Orden und Ehrenzeichen, für welche in Deutschland gemäß den Bestimmungen des § 5 Gesetz über Titel, Orden und Ehrenzeichen vom 26. Juli 1957 vom Auswärtigen Amt eine Annahmegenehmigung (und somit Tragegenehmigung) vorliegt.
Die Länder Irland, Rumänien sowie die Schweiz verfügen über keine Orden im Sinne des Ordensgesetzes.

## Vereinte Nationen
- United Nations Medal
- United Nations Medal for Special Service
- United Nations Medal for Service with United Nations Peace Forces (UNPF)

## NATO
- NATO-Medal

## Belgien
- Ordre de Léopold
- Ordre de la Couronne
- Ordre de Léopold II
- Croix militaire
- Décoration civiques pour Actes des Courage, de Dévouement et d’Humanité
- Décorations du Traivail
- Décoration spéciale agricole
- Décoration agricole
- Décoration spéciale du Mutualité
- Décoration spéciale du Prevoyance
- Ordre Royal of Lion
- Décoration spéciale de Cooperation
- Décoration Civique pur Ancienneté de Service
- Médaille civique
- Médaille de la Maison du Roi

## Bulgarien
- Reiter von Madara
- Orden der Heiligen Kyrill und Methodius
- Medaille „1300 Jahre Bulgarien“

## Dänemark
- Elefanten-Orden
- Dannebrog-Orden
- Den kongelige belonningsmedaille
- Hjemmevaertnets fortjensttegn
- Ehrenzeichen der Reserveoffizierverbandes von Dännemark
- Ehrenzeichen für besondere Verdienste im Zivilschutz

## Estland
- Maarjamaa Rist

## Finnland
- Orden des Löwen von Finnland
- Orden der Weißen Rose von Finnland
- Lebensrettungsmedaille
- Verdienstmedaille des Zivilen Luftschutzes
- Olympisches Verdienstkreuz
- Verdienstkreuz und Verdienstmedaille des Finnischen Sports

## Frankreich
- Ordre de la Légion d’Honneur
- Médaille Militaire
- Ordre national du Mérite
- Croix du Combattant
- Médaille de la Défense nationale
- Médaille de l’Aéronautique
- Ordre des Palmes Académiques
- Verdienstorden für Landwirtschaft
- Ordre du Mérite Maritime
- Ordre des Arts et des Lettres
- Médaille d’Honneur pour Actes de Courage et de Dévouement
- Médaille d’Honneur des Affaires Etrangéres
- Médaille d’Honneur de la Jeunesse et des Sports
- Ordre du Mérite du travail
- Médaille d’Honneur du Travail
- Médaille d’Honneur du Service de Santé Militaire des Armées
- Ordre National de l’Education Civique
- Médaille des Mines
- Médaille d’Honneur de la Marine Marchande (Sauvetage)
- Médaille d’Honneur de la Pisciculture
- Croix du Combattant Volontaire
- Médaille du Tourisme
- Zivil-Verdienst-Medaille des Roten Kreuzes
- Médaille d’Honneur des Sapeurs-Pompiers
- Médaille de la Reconnaisesance Francaise
- Médaille Commémorative des Opérations de Sécurité en A.F.N.
- Médaille d’Honneur Pénitentiaire
- Kolonialmedaille (E-O) (Ferner Osten)
- Croix de guerre T.O.E.
- Médaille Commémorative de la Campagne d’Indochine
- Ordre du Mérite Philanthropique
- Médaille d’Honneur des Postes et Télécommunications
- Médaille d’Honneur
- Croix de la Valeur militaire
- Médaille de la Valeur Civiques

## Griechenland
- Tagma tu Sotiros
- Tagma tis Timis
- Tagma tu Phinikos
- Tagma tis Evpiias
- Axias kai Timis (Verdienstmedaille)
- Ehrenzeichen des Griechischen Roten Kreuzes
- Orden des Heiligen Markos

## Island
- Hin Islenzka Fálkaorda
- Ehrenmedaille des Isländischen Präsidenten

## Italien
- Ordine al Merito della Repubblica Italiana
- Ordine della Stella della Solidarietá Italiana
- Medaglia al Valor Civile
- Ricompensa al Merito Civile
- Medaglia per i Benemeriti della Cultura Italiana
- Auszeichnung „Al Merito“ des Italienischen Roten Kreuzes
- Medaglia di Benemerenza des Italienischen Roten Kreuzes
- Medaglia di Benemerenza Marinara
- Medaglia al Valor di Marina

## Kanada
- The Order of Canada
- The Order of Military Merit / Ordre du Mérite Militaire
- Medal of Bravery / Médaille de la Bravoure
- Star of Courage / Etoile du Courage
- Cross of Valour / Croix de la Vaillance
- Meritorious Service Cross
- Meritorious Service Medal
- The Order of Ontario

## Kroatien
- Großorden des Königs Dmitar Zvonimir mit Schärpe und Stern
- Fürst-Trpimir-Orden mit Halsband und Stern
- Fürst-Branimir-Orden mit Halsband

## Lettland
- Dreisterne-Orden

## Liechtenstein
- Fürstlich Liechtensteinischer Verdienstorden

## Litauen
- Orden des litauischen Großfürsten Gediminas
- Ordensmedaille des litauischen Großfürsten Gediminas
- Orden Vytautas des Großen

## Luxemburg
- Ordre du Lion d’Or de la Maison de Nassau
- Ordre de la Couronne de Chéne
- Ordre de Mérite civile et militaire d’Adolphe de Nassau
- Ordre de Mérite du Grand-Duché de Luxembourg
- Médaille du Mérite Sportif

## Malta
- Xirka ta Gieh ir-Repubblika
- Midalja ghall-Qadi tar-Repubblika
- Mildaja ghall-Qlubijal
- National Order of Merit

## Niederlande
- Ordre van den Nederlandsen Leeuw
- Ordre van Oranje-Nassau
- Huisordre van Oranje
- Erepening voor menslievend hulpbetoon
- Kruis van de Algemene Vereniging van Nederlandse Reserve-Officieren
- Verzetsherdenkingskruis (Widerstandsdenkreuz)
- Kruis van de Nederlandse Bond voor Lichamelijke Opvoeding voor betoonde marsvaardigheid
- Ereteken voor Verdinste
- Herinneringsmedaille Multinationale Vredesoperaties

## Norwegen
- Sankt-Olav-Orden
- Verdienstorden
- Königliche Erinnerungsmedaille mit Portraits des Königs

## Österreich
- Ehrenzeichen für Verdienste um die Republik Österreich
- Österreichisches Ehrenkreuz für Wissenschaft und Kunst
- Österreichisches Ehrenzeichen für Wissenschaft und Kunst
- Ehrenzeichen für Verdienste um die Republik Österreich bei Lebensrettungen
- Grubenwehrehrenzeichen
- Österreichische Olympia-Medaille
- Verdienstzeichen des Österreichischen Bundes-Feuerwehrverbandes
- Verdienstmedaille der Österreichischen Gesellschaft vom Roten Kreuz

### Burgenland
- Ehrenzeichen des Landes Burgenland

### Kärnten
- Kärntner Landesorden
- Ehrenzeichen des Landes Kärnten
- Kärntner Erinnerungsmedaille für Katastropheneinsatz
- Kärntner Erinnerungsmedaille für besonderen Einsatz im Feuerwehrdienst
- Kärntner Erinnerungsmedaille für besonderen Einsatz im Rettungsdienst

### Niederösterreich
- Ehrenzeichen für Verdienste um das Bundesland Niederösterreich
- Rettungsmedaille des Bundeslandes Niederösterreich

### Oberösterreich
- Ehrenzeichen des Landes Oberösterreich
- Feuerwehrehrenverdienstkreuz

### Salzburg
- Ehrenzeichen des Landes Salzburg
- Lebensrettungsmedaille des Landes Salzburg
- Verdienstzeichen des Landesfeuerwehrverbandes Salzburg
- Medaille des Landes Salzburg für Katastrophenhilfe
- Silberne Verdienstmedaille des Landesverbandes der Österreichischen Gesellschaft vom Roten Kreuz Salzburg

### Steiermark
- Ehrenzeichen des Landes Steiermark
- Verdienstkreuz für besondere Leistungen oder hervorragende Verdienste auf dem Gebiete des Feuerwehr- und Rettungswesens des Bundeslandes Steiermark
- Steirische Hochwassermedaille

### Tirol
- Ehrenzeichen des Landes Tirol
- Ring des Landes Tirol
- Verdienstmedaille des Landes Tirol
- Verdienstkreuz des Landes Tirol
- Tiroler Adler-Orden
- Tiroler Lebensrettungsmedaille
- Tiroler Erinnerungsmedaille für Katastropheneinsatz
- Verdienstzeichen des Landes-Feuerwehrverbandes Tirol
- Medaille für Leistungen auf dem Gebiet des Feuerwehr- und Rettungswesens

### Vorarlberg
- Ehrenzeichen des Landes Vorarlberg
- Verdienstzeichen des Landes Vorarlberg

### Wien
- Ehrenzeichen für Verdienste um das Land Wien

## Polen
- Verdienstorden der Republik Polen
- Medaille für Opferbereitschaft und Mut
- Abzeichen in Gold „Für Verdienste um das Transportwesen der Republik Polen“
- „Verdienste um das Forstwesen und die Holzindustrie“
- Ehrenzeichen des Polnischen Roten Kreuzes

## Portugal
- Ordem Militar da Torre e Espada, do Valor, Lealdade e Mérito
- Ordem Militar de Cristo
- Ordem Militar de Avis
- Ordem Militar de Sant’Iago da Espada
- Ordem da Liberdade
- Ordem do Infante D. Henrique
- Ordem do Mérito
- Orden Instrução Pública
- Ordem do Mérito Agrícola e Industrial
- Medalha D. Alfonso Henriques – Patrono do Exécito
- Medalha de Mérito das Comunidadas Poruguesas
- Insignias da Cruz Vermelha Portuguesa

## San Marino
- St. Agatha-Orden

## Schweden
- Königlicher Seraphinenorden
- Königlicher Nordsternorden
- Verdienstzeichen
- Medaille des Königs
- Verdienstmedaille des Schwedischen Roten Kreuzes

## Slowakei
- Orden des Weißen Doppelkreuzes

## Slowenien
- Ehrenzeichen der Freiheit der Republik Slowenien

## Spanien
- Real y Muy Distinguida Orden de Carlos III.
- Orden de Isabel la Católica
- Orden del Mérito Civil
- Orden del Mérito Militar con distintivo blanco
- Orden del Mérito Naval con distintivo blanco
- Cruz del Mérito Aeronáutico con distintivo blanco
- Orden Civil de Alfonso X el Sabio
- Orden Civil de Sanidad
- Orden Civil del Mérito Agricola
- Orden de la Cruz de San Raimundo de Peñafort
- Orden al Mérito Turistico
- Orden als Mérito Policial
- Medalla de Trabajo
- Medalla del Mérito Deportivo
- Medalla de Honor de la Emigración
- Medalla de la Sociedas Española de Salvamento de Náufragos

## Tschechien
- Orden des Weißen Löwen
- Orden des Thomas Garrique Masaryk
- Medaille für Heldentum
- Verdienstmedaille

## Türkei
- Üstün Hizmet (Besondere Verdienstmedaille der Türkischen Streitkräfte)

## Ungarn
- Verdienstorden der Republik Ungarn
- Verdienstkreuz der Republik Ungarn
- Bannerorden der Republik Ungarn
- Sternorden der Republik Ungarn
- Arbeitsverdienstorden der Republik Ungarn
- Orden für hervorragende Verdienste
- Ordenstitel für Landesverteidigung

## Vereinigtes Königreich von Großbritannien und Irland
- The Most Honourable Order of the Bath
- The Most Distinguished Order of St. Michael and St. George
- The Royal Victorian Order
- The Most Excellent Order of the British Empire
- The Queen’s Gallantry Medal
- Most Venerable Order of the Hospital of St. John of Jerusalem

## Vereinigte Staaten von Amerika
- Joint Service Achievement Medal
- Order „Legion of Merit“
- Distinguished Flying Cross
- Soldier’s Medal
- Meritorious Service Medal
- Decoration for Distinguished Civilian Service
- Army Commendation Medal
- Navy Commendation Medal
- Air Force Commendation Medal
- Air Force Exceptional Service Award
- Air Force Outstanding Unit Award
- Air Force Meritorius Civilian Service Medal
- Gallant Ship Badge
- Medal of Freedom
- Award for Outstanding Public Service
- Department of Defense Medal for Distinguished Public Service
- Commander’s Award for Public Service
- Commandes’s Award for Civilian Service
- Meritorious Civilian Service Award
- Outstanding Civilian Service Award
- Army Achievement Medal
- Good Conduct Medal
- Decoration for Exceptional Civilian Service
- Achievement Medal for Civilian Service
- Superior Civilian Service Award
- Command Civilian Award for Valor
- Civilian Award for Humanitarian Service
- Commander’s Award for Humanitarian Service
- Outstanding Civilian Service Medal
- Air Force Civilian Award for Valor

## Zypern
- Orden Makarios III